# Delosperma dyeri
Delosperma dyeri är en isörtsväxtart som beskrevs av L. Bol.. Delosperma dyeri ingår i släktet Delosperma, och familjen isörtsväxter. Inga underarter finns listade i Catalogue of Life.

## Bildgalleri

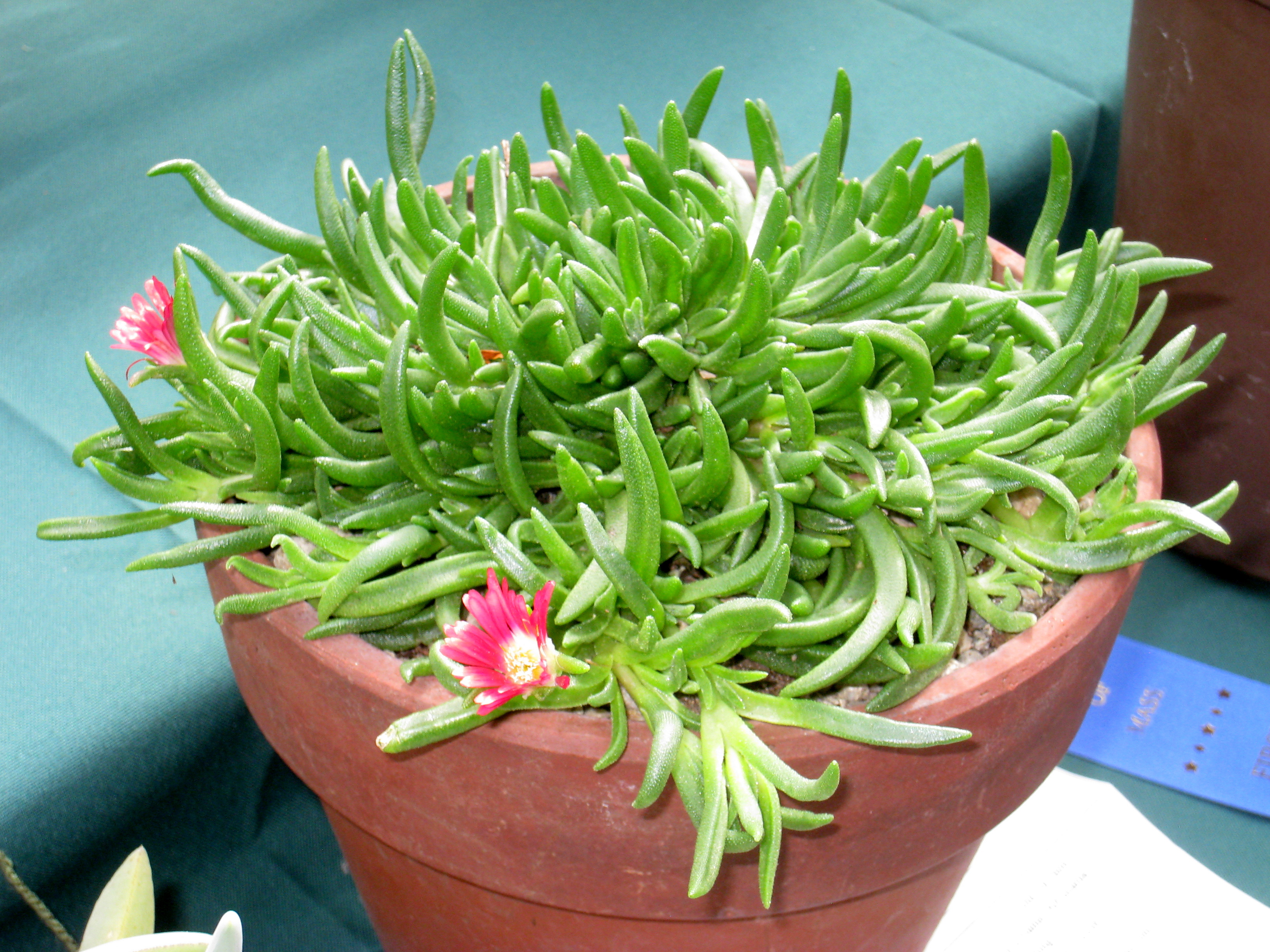